# Stazione di Follonica Porto
La stazione di Follonica Porto era una stazione ferroviaria posta sulla linea Massa Marittima-Follonica. Situata a pochi metri dal mar Tirreno, costituiva il capolinea meridionale della ferrovia.

## Storia
La stazione divenne operativa l'11 dicembre 1902, con l'inaugurazione della linea ferroviaria che collegava la città di Massa Marittima con il porto di Follonica.
In precedenza, su questo sito esisteva dal 1575 una torre d'avvistamento voluta dai Medici, che venne poi sostituita a partire dal 1826, su ordine del granduca Leopoldo II, dalla residenza del comandante della guarnigione militare costiera. Passata alle Regie concessioni nel 1854, venne successivamente demilitarizzata e disarmata. La struttura fu demolita per permettere la costruzione della ferrovia.
La stazione costituiva lo scalo merci al termine meridionale della linea ferroviaria, raggiungibile dalla stazione di Follonica tramite un raccordo curvilineo in discesa lungo 808 m, all'estremità del quale un pontile permetteva il carico dei materiali provenienti dai comprensori minerari della val d'Aspra direttamente sulle navi.
La stazione chiuse nel 1944, quando l'intera linea venne danneggiata dai bombardamenti anglo-americani, e fu dichiarata ufficialmente soppressa nel 1948.
Il fabbricato che ospitava la residenza del capostazione, ancora visibile al termine di via Antonio Fratti, è stato in seguito convertito in civile abitazione.